# Map to Not Indicate…
Map to Not Indicate…  (en français Carte qui n'indique pas, Carte pour ne pas indiquer) ou Map ou Map to Not Indicate: Canada, James Bay, Ontario… est une œuvre d'art conceptuel créée par Terry Atkinson et Michael Baldwin en 1967. Il s'agit d'une carte des États-Unis et de leurs alentours, où seuls sont représentés l'Iowa et le Kentucky, le reste de la carte étant vierge. Sous la carte, un texte fait la liste des entités géographiques non représentées : pays voisins, étendues et cours d'eau, autres États des États-Unis, îles...

## Description

### Entités représentées
- Iowa
- Kentucky

### Entités non représentées
- Canada
- Baie James
- Ontario
- Québec
- Rivière Saint-Laurent
- Nouveau-Brunswick
- Manitoba
- Île Akimiski
- Lac Winnipeg
- Lac des Bois
- Lac Nipigon
- Lac Supérieur
- Lac Huron
- Lac Michigan
- Lac Ontario
- Lac Érié
- Maine
- New Hampshire
- Massachusets
- Vermont
- Connecticut
- Rhode Island
- New York
- New Jersey
- Pennsylvanie
- Delaware
- Maryland
- Virginie-Occidentale
- Virginie
- Ohio
- Michigan
- Wisconsin
- Minnesota
- Frontières orientales du Dakota du Nord
- Dakota du Sud
- Nebraska
- Kansas
- Oklahoma
- Texas
- Missouri
- Illinois
- Indiana
- Tennessee
- Arkansas
- Louisiane
- Mississippi
- Alabama
- Géorgie
- Caroline du Nord
- Caroline du Sud
- Floride
- Cuba
- Bahamas
- Océan Atlantique
- Îles Andros
- Golfe du Mexique
- Détroit de Floride

### Production
La carte est produite par impression, sur un papier de 50 cm par 62 cm, en 50 exemplaires originaux.

## Contexte de création
Atkinson et Baldwin commencent à travailler ensemble en 1966. Cette carte fait partie d'une série de trois, réalisées par les artistes deux ans avant la création d'Art & Language, un collectif d'artistes conceptuels britanniques dont ils sont deux des quatre membres fondateurs.

## Analyse
La cartographie se voit ici remplacée par le texte, bien qu'il s'agisse d'une représentation géographique.
Le critique d'art et enseignant Michael Archer fait un parallèle avec l’œuvre de Robert Barry : All the things I know but of which I am not at the moment thinking — 1:36 pm ; June 15, 1969 (en français Toutes les choses que je sais mais auxquelles je ne pense pas à cet instant — 13h36 ; 15 juin 1969.